# 人民友谊宫
人民友谊宫是乌兹别克斯坦首都塔什干的一座剧院。该建筑由俄国建筑师叶夫根尼·罗扎诺夫设计，他此前曾参与设计该市的列宁博物馆（今乌兹别克斯坦国家历史博物馆）。建筑于1981年竣工。作为该国最大的电影院和音乐厅，该宫可容纳6000人。宫殿名称旨在纪念1966年塔什干地震后前来支援的志愿者所展现的团结友谊精神。直至2020年，该建筑图案仍出现在100乌兹别克斯坦索姆纸币上。
新宫殿的初步规划早在1971年就已制定。建筑内部装饰有顶灯、枝形吊灯、大型石膏板以及宴会厅墙面三幅名为《人民友谊》、《节日》和《鲜花之国》的佛罗伦萨镶嵌画。建筑外立面装饰灵感源自民族图案，令人联想到当地建筑中的穆卡纳斯元素。施工采用了本地大理石以及Nurota和G'ozg'on大理石。如今，该宫用于举办各类活动，包括代表大会、会议、节日庆典和音乐会，外国政要的正式接待仪式也在此举行。1992年，推动建立集体安全条约组织的条约在此签署；2004年，该宫还承办了上海合作组织峰会。
2008年4月，乌兹别克斯坦"地名标准化共和国委员会"通过第07-5-16号决议，将宫殿更名为"独立艺术宫"。2018年4月26日，乌兹别克斯坦总统沙夫卡特·米尔济约耶夫建议恢复原名，塔什干市人民代表大会议于同年5月3日正式通过更名决议。